# Castillo de Salir
El castillo de Salir (en portugués: Castelo de Salir) es una fortaleza almohade, localizada en la freguesia del mismo nombre (Salir), en el concelho de Loulé en el Algarve portugués.

## Historia
Era un castillo islámico tardío, durante un período de intensa presión de las fuerzas cristianas. Era parte de una red de castillos almohade, una extensa línea de defensa costera que se extendía hacia el interior desde Castromarín hasta Alcoutim. Salir era un puesto defensivo rural, uno de varios que fueron alineados hacia el interior. Su función era la de proteger a los agricultores de los ataques de los cristianos,los cuales se intensificaron después de la conquista de Tavira por los caballeros de la Orden de Santiago. La construcción del castillo se produjo en el siglo XII, pero fue el rey Sancho I de Portugal quien conquistó el asentamiento en 1189. Siempre consciente de las contraofensivas por parte de los moros, los muros fueron reforzados a finales del siglo XII. La mayoría de la cerámica descubierta en el sitio data del período transcurrido entre los siglos XII y XIII.